# Parque nacional de Nechisar
El Parque nacional de Nechisar es uno de los Parques nacionales de Etiopía. Está situado en la región de los pueblos meridionales, de las nacionalidades y naciones del sur, inmediatamente al este de Arba Minch. Sus 514 kilómetros cuadrados de territorio incluyen el "Puente de Dios" (un istmo entre los lagos Abaya y Chamo), y las llanuras de Nechisar  (hierba blanca) al este de los lagos. Las elevaciones del parque oscilan entre los 1108 y 1650 metros sobre el nivel del mar. El parque nacional fue creado en 1974. Bajo la dirección de un organismo no gubernamental (desde el año 2005, se informó que estaba programado entregar la gestión del gobierno de Etiopía en junio de 2008).